# Recés mohagomba
A recés mohagomba (Arrhenia retiruga) a csigagombafélék családjába tartozó, Európában és Észak-Amerikában honos, mohán, száraz fűszálakon élő, nem ehető gombafaj. 

## Megjelenése
A recés mohagomba termőteste 0,2-1 (1,5) cm széles, korong vagy csésze alakú, felülnézetben kör vagy kagyló formájú. Felszíne nemezes, áttetszően barázdált, rostos. Széle visszahajló, hullámos, pihés. Színe szürkésfehér, halványbézs vagy halvány szürkésbarna. Száraz időben kifakul, nedvesen gyengén zónázott lehet. 
Termőrétege eleinte sima, majd sugarasan ráncolt vagy erezett; az erek villásan elágazhatnak vagy keresztbekapcsolódhatnak. Színe halványszürkés, barnás.
Tönkje excentrikusan áll vagy hiányzik. Színe fehéres, halványsárgás. Aljához fehéres, hamuszürkés micélium csatlakozik. 
Húsa hártyavékony, színe a kalapéhoz hasonló vagy halványabb. Szaga gyenge, nem jellegzetes vagy muskátliszagú, íze nem jellegzetes.
Spórapora fehér. Spórája ellipszoid, ovális vagy csepp alakú, sima, vékony falú, inamiloid, mérete 6-9,5 x 3-5 µm.

### Hasonló fajok
A karéjos mohagomba, a fenyves mohagomba, a mohalakó szemcsegomba hasonlíthat hozzá.  

## Elterjedése és termőhelye
Európában és Észak-Amerikában honos. Magyarországon gyakori.
Erdőkben, nyílt gyepekben található meg, általában élő mohákon vagy holt füvön, növényi törmeléken, korhadó faágakon. Tavasztól késő őszig, a fagyok beköszöntéig terem.  

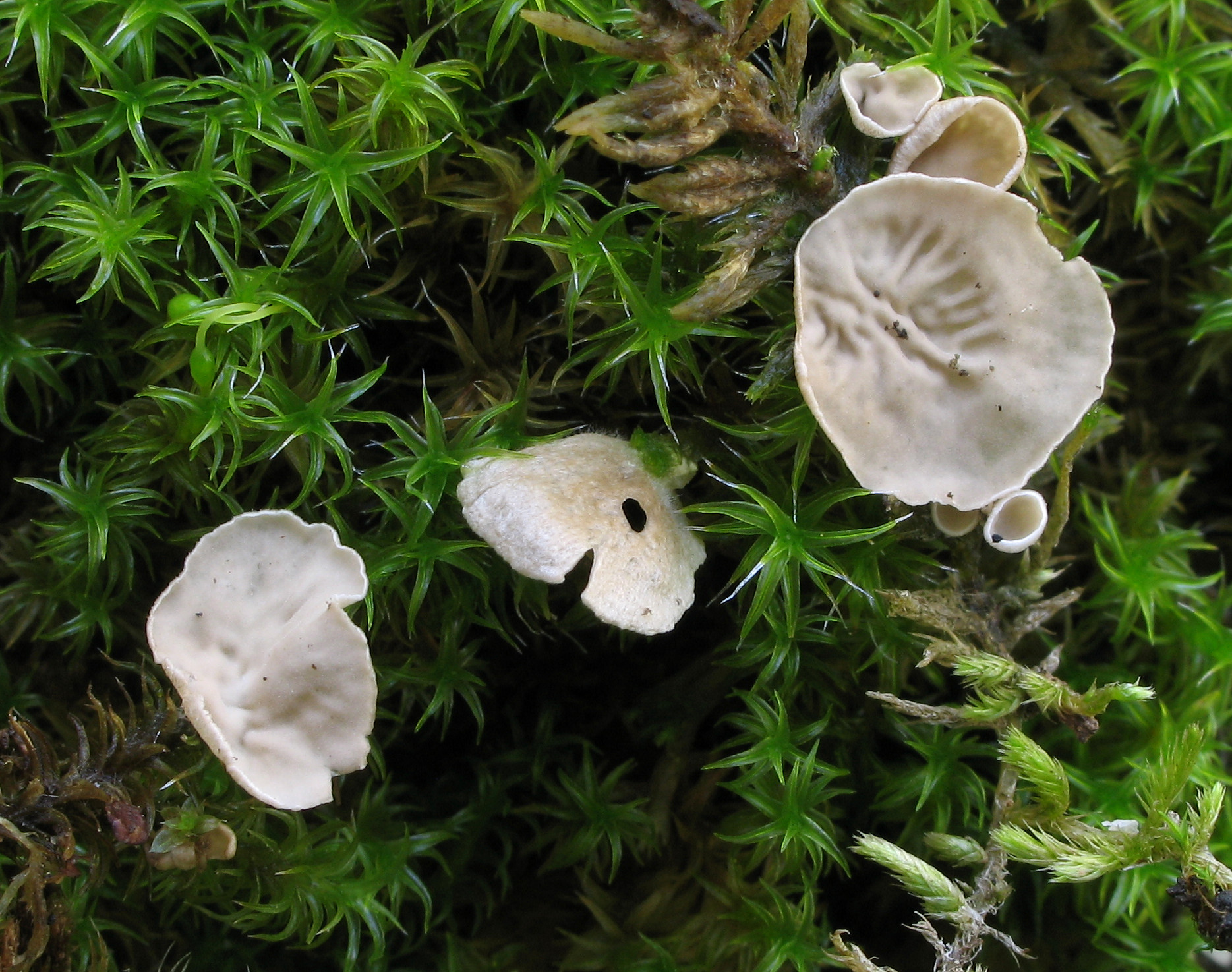
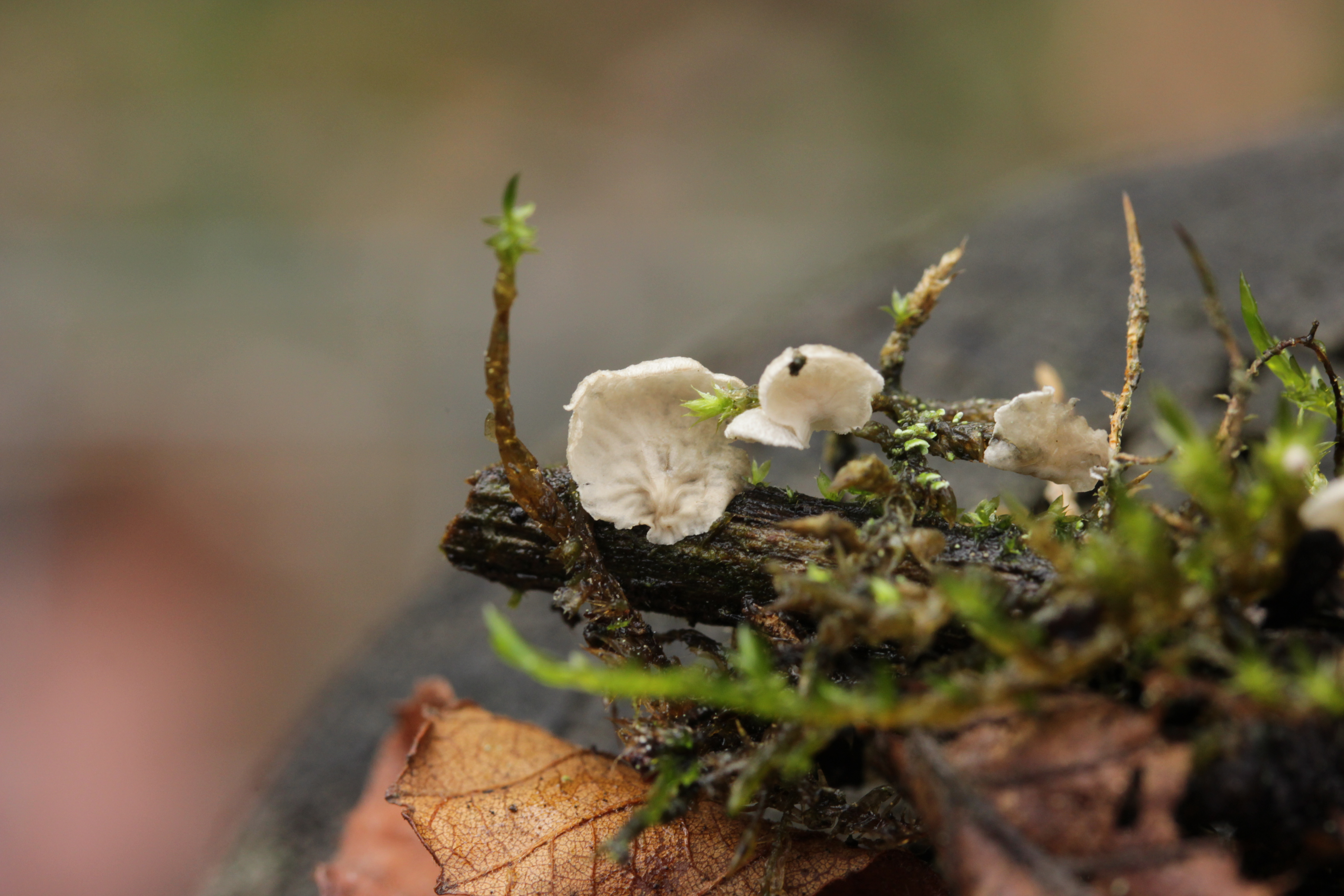
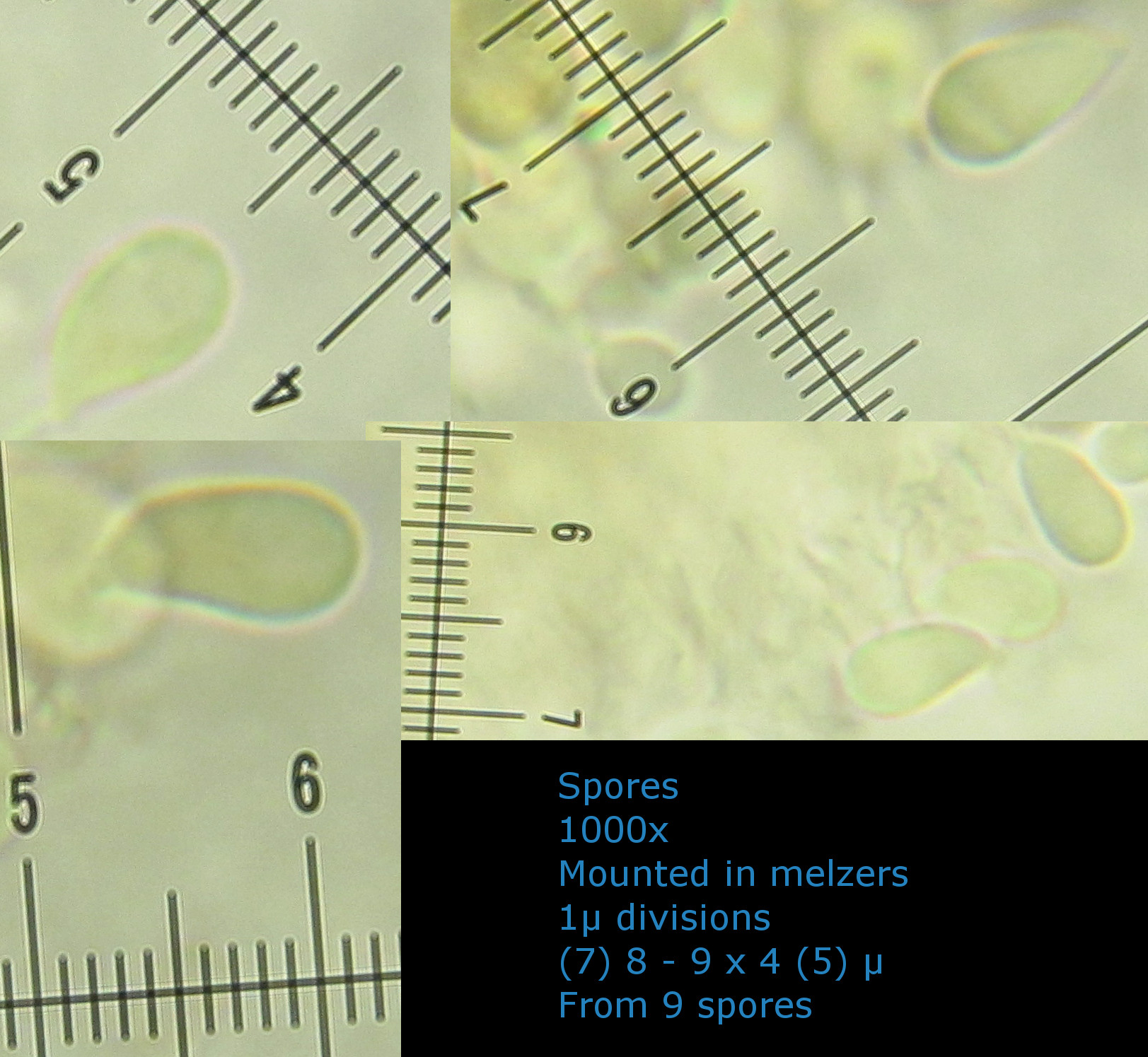
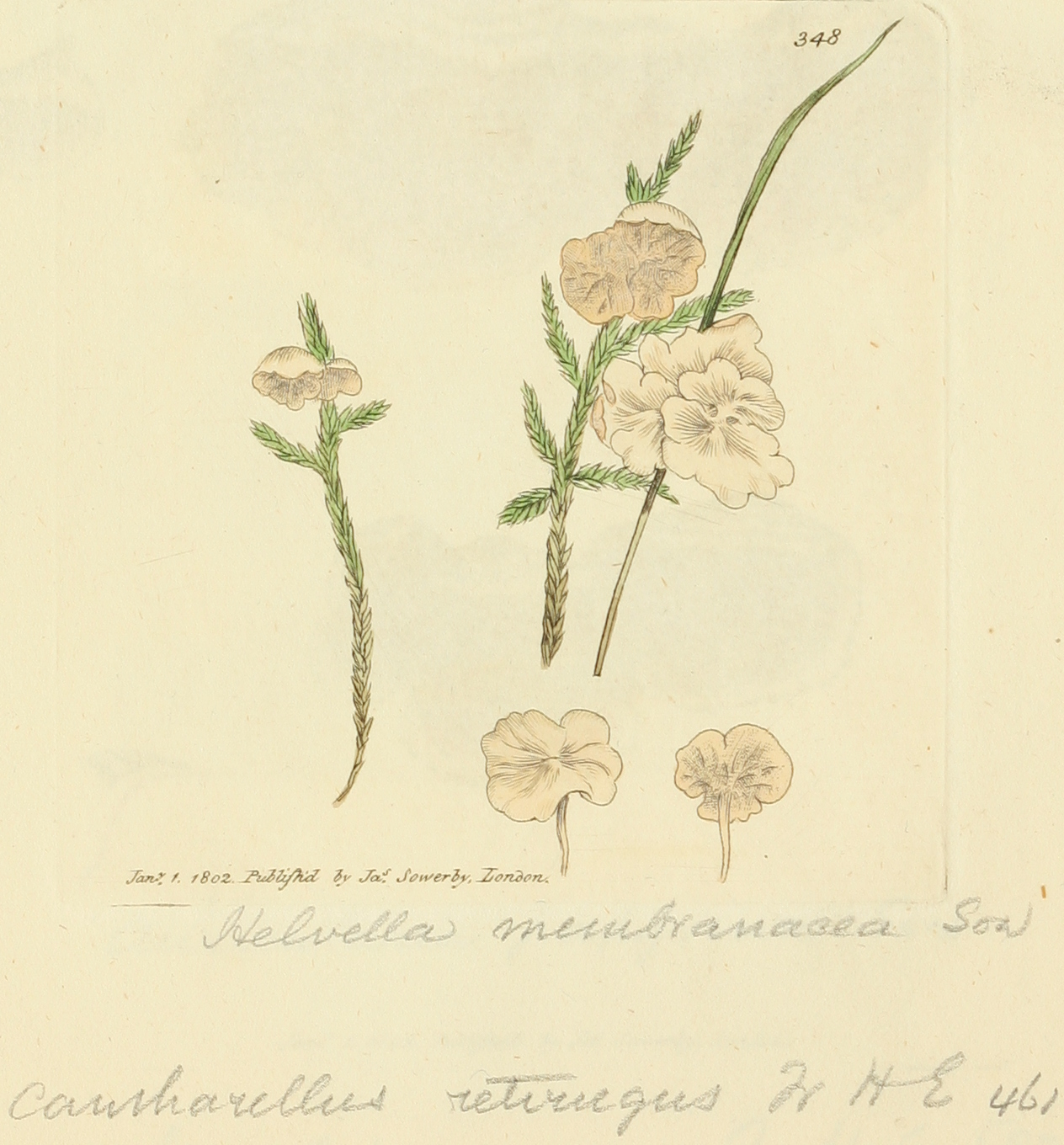

Nem ehető. 